# 1242
1242 (MCCXLII) a fost un an obișnuit al calendarului iulian.

## Evenimente
- 5 aprilie: Bătălia de la Lacul Peipsi (Bătălia de pe gheață). Forțele ruse, conduse de Aleksandr Nevski, resping invazia cavalerilor teutoni; oprirea temporară a expansiunii germane spre răsărit.
- 5 mai: Raid mongol în Croația; avangarda lui Batu Han ajunge până la Split și Kotor, în Dalmația.
- 28 mai: Raymond, conte de Toulouse, este excomunicat.
- 6 iunie: Talmudul este ars în Place de Grève din Paris.
- 1 august: În urma celebrei bătălii de la Taillebourg, regele Ludovic al IX-lea al Franței a impus regelui Angliei condițiile dure ale Tratatului de la Pons.

### Nedatate
- iulie: Revoltă a Isabelei d'Angoulême, Hugues al X-lea de Lusignan, conte de la Marche și a lui Henric al III-lea, rege al Angliei împotriva regelui Ludovic al IX-lea al Franței, reprimată în urma luptelor de la Taillebourg (21 iulie) și Saintes (23 iulie). Henric al III-lea nu poate prelua fiefurile din Franța pierdute de tatăl său.
- Batu Han fondează statul Hoarda de Aur.
- Coloniști germani ajung la Bratislava, după ce orașul respinsese pe mongoli.
- Este creată dieceza Warmia, în Polonia.
- Generalul Bayju preia comanda trupelor mongole din Iran.
- Kiel, în Germania este menționat ca oraș.
- Mongolii din Hoarda de Aur devastează statul bulgar de pe Volga și îi silește pe locuitori să plătească tribut.
- Mongolii invadează statul selgiucid.
- Pe drumul de întoarcere, Batu Han străbate Bulgaria până la Marea Neagră, apoi Moldova, pentru a trece spre cursul inferior al Volgăi.
- Rebeliunea lui Raymond al VII-lea, conte de Toulouse.

## Nașteri
- Georgios Pachymeres, cronicar bizantin (d. 1310)
- Margareta de Ungaria, sfântă (d. 1270)

## Decese
- Henric al VII-lea, 30 ani, fiul lui Frederic al II-lea de Hohenstaufen (n. 1211)

## Înscăunări
- Al-Musta'sim, ultimul calif abbasid de Bagdad (1242-1258)
- Enzio (Enzo), rege al Sardiniei (1242-1249)